# Antonius Colenbrander
Antonius Theodorus Colenbrander (Meester Cornelis (Nederlands-Indië), 3 mei 1889 - Arnhem, 24 september 1929) was een Nederlands ruiter. Hij nam tweemaal deel aan de Olympische Spelen en won hierbij in totaal één medaille.
Colenbrander werd geboren in Nederlands-Indië waar zijn vader, Antonie Herman Colenbrander (1852-1895), als kapitein van het KNIL tijdens de Atjehoorlog de Militaire Willems-Orde vierde klasse kreeg. In 1914 werd hij bevorderd van 2e tot 1e luitenant bij 1e regiment huzaren. In 1926 werd hij ritmeester bij het 2e regiment huzaren en in 1927 gedetacheerd aan de rijschool in Amersfoort.
Hij nam deel aan de Olympische Zomerspelen in 1924 en in 1928. In 1924 nam hij deel op het onderdeel eventing waar hij individueel als 25ste eindigde en met het Nederlands team (dat verder bestond uit Dolf van der Voort van Zijp, Charles Pahud de Mortanges en Gerard de Kruijff) goud won. In 1928 nam hij deel aan het springconcours waarin hij individueel 29ste werd en met het Nederlands team tiende.
In 1913 huwde hij in 's-Gravenhage en hij kreeg twee zonen. Colenbrander kwam na een val van zijn paard tijdens een springconcours in Zelhem om het leven.
1912: Nordlander, Adlercreutz, Casparsson,  Horn af Åminne ·
1920: Mörner, Lundström, von Braun,  Dyrsch ·
1924: Van der Voort van Zijp, Pahud de Mortanges, De Kruijff,  Colenbrander ·
1928: Pahud de Mortanges, De Kruijff, Van der Voort van Zijp ·
1932: Thomson, Chamberlin, Argo ·
1936: Stubbendorf, Lippert, von Wangenheim ·
1948: Henry, Anderson, Thomson ·
1952: von Blixen-Finecke, Stahre, Frölén ·
1956: Weldon, Rook, Hill ·
1960: Morgan, Lavis, Roycroft ·
1964: Checcoli, Angioni, Ravano ·
1968: Allhusen, Meade, Jones ·
1972: Meade, Gordon-Watson, Parker, Phillips ·
1976: Coffin, Plumb, Davidson, Tauskey ·
1980: Blinov, Salnikov, Volkov, Rogosjin ·
1984: Plumb, Stives, Fleischmann, Davidson ·
1988: Erhorn, Baumann, Kaspareit, Ehrenbrink ·
1992: Green, Rolton, Hoy, Ryan ·
1996: Schaeffer, Rolton, Hoy, Dutton ·
2000: Dutton, Hoy, Tinney, Ryan ·
2004: Boiteau, Lyard, Courrèges, Teulère, Touzaint ·
2008: Thomsen, Ostholt, Dibowski, Klimke, Romeike ·
2012: Auffarth, Jung, Klimke, Schrade, Thomsen ·
2016: Laghouag, Lemoine, Nicolas, Vallette ·
2020: Collett, McEwen, Townend ·
2024: Canter, Collett, McEwen